# Michela Moschini
Michela Moschini (née le 9 octobre 1993 à Vérone) est une joueuse italienne de volley-ball. Elle mesure 1,63 m et joue au poste de libero.

## Clubs
| Club                         | Pays   | De   | À        |
| ---------------------------- | ------ | ---- | -------- |
| Pallavolo Gaiga Verona       | Italie | 2003 | 2009     |
| Arcole Verona                | Italie | 2009 | 2010     |
| Verona Volley Femminile      | Italie | 2010 | 2011     |
| Montichiari Volley Femminile | Italie | 2011 | 2013     |
| ASD Pallavolo Lizzana        | Italie | 2013 | 2014     |
| Arena Volley                 | Italie | 2014 | en cours |